# Костроміно (Калінінградська область)
Костроміно (рос. Костромино) — селище Правдинського району, Калінінградської області Росії. Входить до складу Желєзнодорожного міського поселення.
Населення —  222 особи (2015 рік). 

## Населення
| 2002 | 2010 |
| ---- | ---- |
| 236  | ↘222 |